# 阿爾方斯二世 (普羅旺斯)

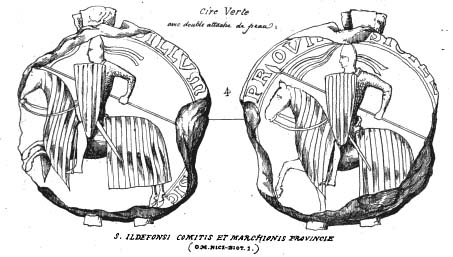
阿爾方斯二印錫

阿爾方斯二世（法語：Alphonse II de Provence，1180年—1209年2月2日），普羅旺斯伯爵，亞拉岡國王阿方索二世之子，1185年至1209年在位。
阿爾方斯娶了薩布朗的加爾申德（Garsende de Sabran），他們的兒子是雷蒙-貝倫格四世。